# Union Sportive Ramonville (escrime)
Pour les articles homonymes, voir Union Sportive Ramonville.
L'U.S. Ramonville Escrime est une section de l'Union Sportive de Ramonville.

## Histoire
La salle d'armes Raoul Cléry fut créée en 1973 par le maître Louis Julien. Rapidement, maître Régine Boigegrain (une des premières maîtres d'armes féminines de France avec maître Lucette Nouailles) prit la suite. Après la disparition prématurée de celle-ci en 1993, la relève fut prise par maître Jean-Michel Nouailles, tout frais sorti major de promotion de son école des maîtres d'armes (CREPS Châtenay-Malabry, 1992). Le maître Fabrice Ginocchio était responsable du sabre.
D'abord spécialisé au fleuret, la pratique du sabre fut mise en place au début des années 2000 et fut arrêtée en 2010, malgré d'excellents résultats chez les dames. Maintenant uniquement tournée vers la pratique de l'épée en compétition et du fleuret en pratique loisir, la section reste un des clubs les plus performants de Midi-Pyrénées.
La section escrime de l'USR est labellisée par la Fédération française d'escrime : école française d'escrime, club formateur, prestige et performance.
De plus, de nombreux arbitres à l'épée sont formés au sein du club.

## Tournois
Le club organise plusieurs tournois régionaux à l'épée dans l'année :
- Tournoi Raoul Cléry (depuis 2007)
- Tournoi Raimon IV (depuis 1985): le meilleur club était récompensé par le trophée Régine Boigegrain offert par la mairie.

De plus, il organisa le tournoi suivant au sabre :
- Tournoi Mathieu Arilla (2007-2010, repris par le club du Stade Toulousain, anciennement Sabre31).

## Palmarès

### Épée
- 2019: l'équipe homme évolue en Nationale 1 tandis que l'équipe dame évolue en Nationale 2.

### Sabre
- 2001: 1er coupe d'Europe des clubs dame

L'équipe dame (Magali Carrier, Cécile Argiolas, Pascale Vignaux) a également été plusieurs fois championne de France Senior.